# Заповедная пещера
Заповедная пещера — пещера Башкортостана, расположена у реки Лемеза. Является местом обитания летучих мышей, в пещере обнаружены следы культа пещерного медведя.
В пещере обнаружен костеносный слой, для которого радиоуглеродным методом получена датировка 28 700 ± 1000 лет.

## Описание
Вход в пещеру имеет форму арки, располагается на скальном выступе, который расположен у водопада Атыш. Там располагается грот, переходящий в тоннель. В некоторых местах стены покрыты кальцитом, можно увидеть остатки сталактитов и сталагмитов. Далее тоннель переходит в два лаза, один ход соединяется с залом и гротом, стены которых покрыты известковой корой.